# Mariupol
Mariupol ou Mariópolis (em ucraniano:  Маріу́поль/Марію́піль, transl. Mariúpol/Mariúpil; em grego:  Μαριούπολη, transl.: Marioúpoli) é uma cidade na costa norte do Mar de Azov, na foz do rio Kalmius, na região de Pryazovia, no leste da Ucrânia. Antes da invasão russa da Ucrânia e sua captura pelo exército russo, era a décima maior cidade ucraniana e a segunda maior no Oblast de Donetsk, com uma população estimada de 425 681, de acordo com uma estimativa de janeiro de 2022. Após sua conquista por forças russas, a população era, em maio de 2022, de acordo com as autoridades ucranianas, estimada em menos de 100 000.
Foi fundada pelos cossacos no século XVIII. É um importante porto do Mar de Azov. Designou-se Jdanov entre 1948 e 1989, em homenagem a Andrei Jdanov. Na Segunda Guerra Mundial a cidade esteve ocupada pelos alemães entre 1941 e 1943 e ficou praticamente destruída, sendo depois reconstruída no típico estilo soviético. Um importante centro industrial com um grande porto (o segundo maior da Ucrânia, atrás apenas de Odessa), Mariupol sempre teve um papel significativo na economia ucraniana.
A cidade foi constantemente bombardeada, cercada e invadida, passando a ser um cenário de guerra durante a invasão da Ucrânia pela Rússia em 2022. O Cerco de Mariupol levou à destruição de mais de 90% dos prédios da cidade de acordo com as autoridades ucranianas. Atualmente controlada pela Rússia, estima-se que a população da cidade seja menor do que 100 mil habitantes e toda sua infraestrutura encontra-se comprometida.

## História

### Origem
A origem da cidade vem do século XVI, onde foi construído o forte cossaco de Domakha. Em 1768, os tártaros da Crimeia conquistaram o forte. Em 1775 o território foi anexado pelo Império Russo e recebeu o nome de Pavlovsk. Em 1779 a cidade foi renomeada Mariupol, em homenagem a Maria Fyodorovna.

### Porto Russo
No século XIX a cidade estava se desenvolvendo como um importante porto comercial. Em 1897 os russos formavam a maioria da população, em 63%. Atingiu sua população máxima em 1987, com 529 mil habitantes. Depois da independência da Ucrânia, a população ucraniana começou a aumentar a favor da russa.

### Guerra em Donbas

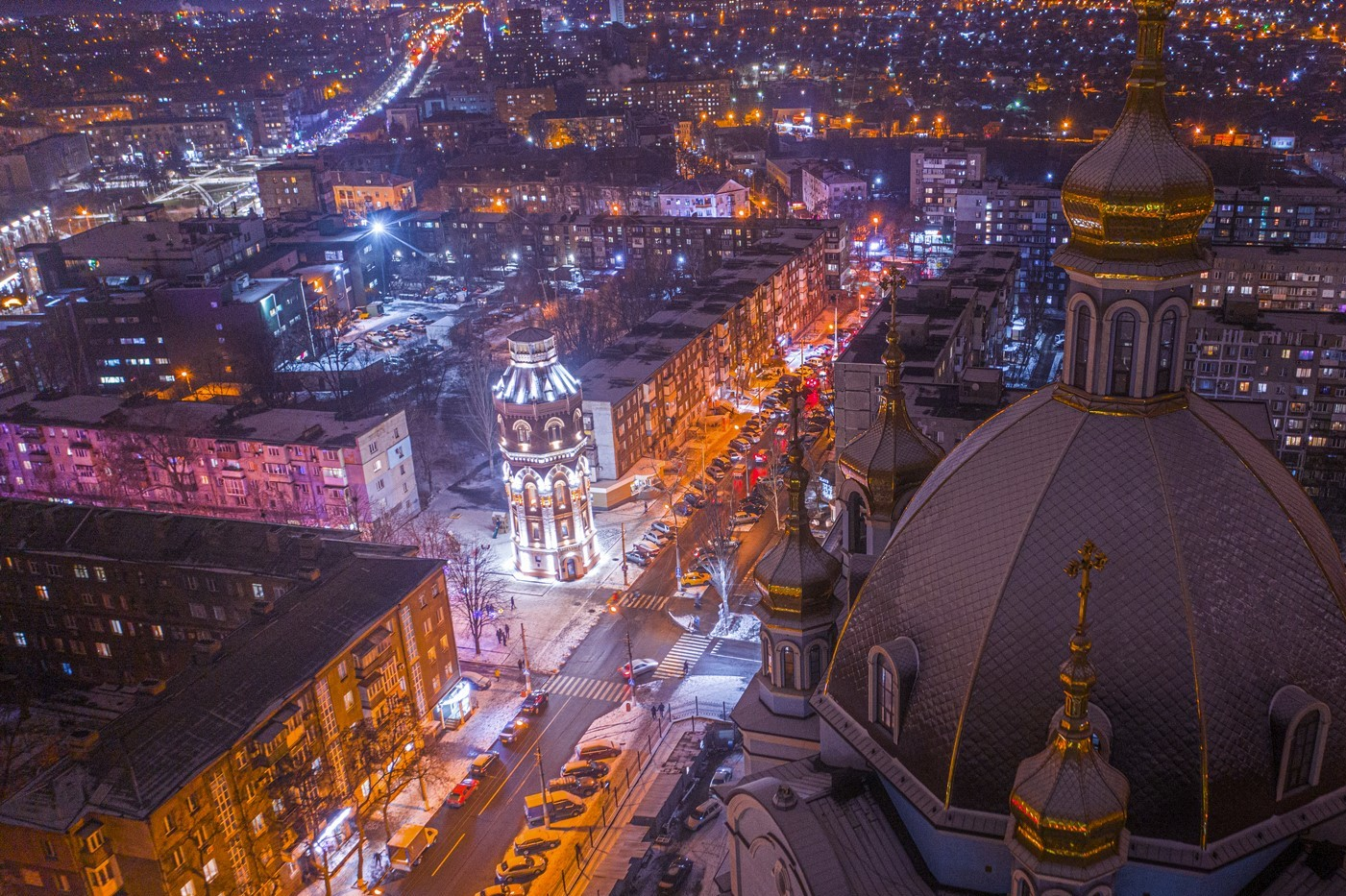
A cidade em 2020, dois anos antes da invasão russa.

No começo da Guerra Civil no Leste da Ucrânia, em março de 2014, tanto o governo central em Kiev quanto os separatistas da República Popular de Donetsk (PRD) tentaram exercer controle sobre a região. Com apoio militar russo, os rebeldes separatistas assumiram o comando de Mariupol e colocaram a cidade como o centro administrativo do Oblast de Donetsk. O governo ucraniano, contudo, começou uma grande ofensiva terrestre e em meados de junho de 2014 Mariupol já estava novamente sob controle das tropas da Ucrânia.
A cidade continuou em paz até o final de agosto do mesmo ano quando as Forças Armadas da Rússia tomaram a cidade de Novoazovsk localizado a 45 quilômetros a leste de Mariupol, perto da fronteira russo-ucraniana. A captura foi seguida de uma grande ofensiva pelas forças separatistas em setembro, que chegou a 16 quilômetros de Mariupol, antes que uma contraofensiva noturna afastasse os separatistas da cidade. No mesmo mês, um cessar-fogo do Protocolo de Minsk foi assinado, que encerrou as hostilidades próximos a cidade por um tempo, apesar de pequenos combates esporádicos nos arredores da cidade.
Em 24 de Janeiro de 2015, a cidade foi alvo de um bombardeio indiscriminado que resultou na morte de 30 pessoas e 128 feridos. Os ataques foram realizados por foguetes partidos de lançadores múltiplo de foguetes BM-21 Grad que partiram do território ocupado pela República Popular de Donetsk.
Temendo que o bombardeio fosse o prelúdio para uma terceira ofensiva contra a cidade, as Forças Armadas da Ucrânia lançaram uma ofensiva surpresa em Fevereiro de 2015 com a intenção de capturar a vila de Shyrokyne, localizada a 23 quilômetros de Mariupol, de onde os foguetes foram disparados. A batalha de Shyrokyne tornou-se um impasse, com as forças ucranianas e da RPD lutando pelo controle de Shyrokyne e aldeias vizinhas até que os separatistas se retiraram em julho.

#### Incidente da Ponte da Crimeia em 2018
Após a abertura da Ponte da Crimeia em maio de 2018, os navios de carga com destino a Mariupol foram submetidos a inspeções pelas autoridades russas, resultando em atrasos de até uma semana. Reduzindo o tráfego portuário na cidade em até 25%. Em 25 de novembro de 2018, três navios da Marinha da Ucrânia que tentaram cruzar o estreito do Mar Negro em direção ao Mar de Azove pelo Estreito de Querche foram apreendidos pelo serviço de segurança russo FSB (que também serve como guarda costeira da Rússia). Isso mesmo após ter autorizado a passagem de outros três navios militares ucranianos em setembro do mesmo ano. A ucrânia declarou lei marcial e uma guerra quase eclodiu entre os dois países.

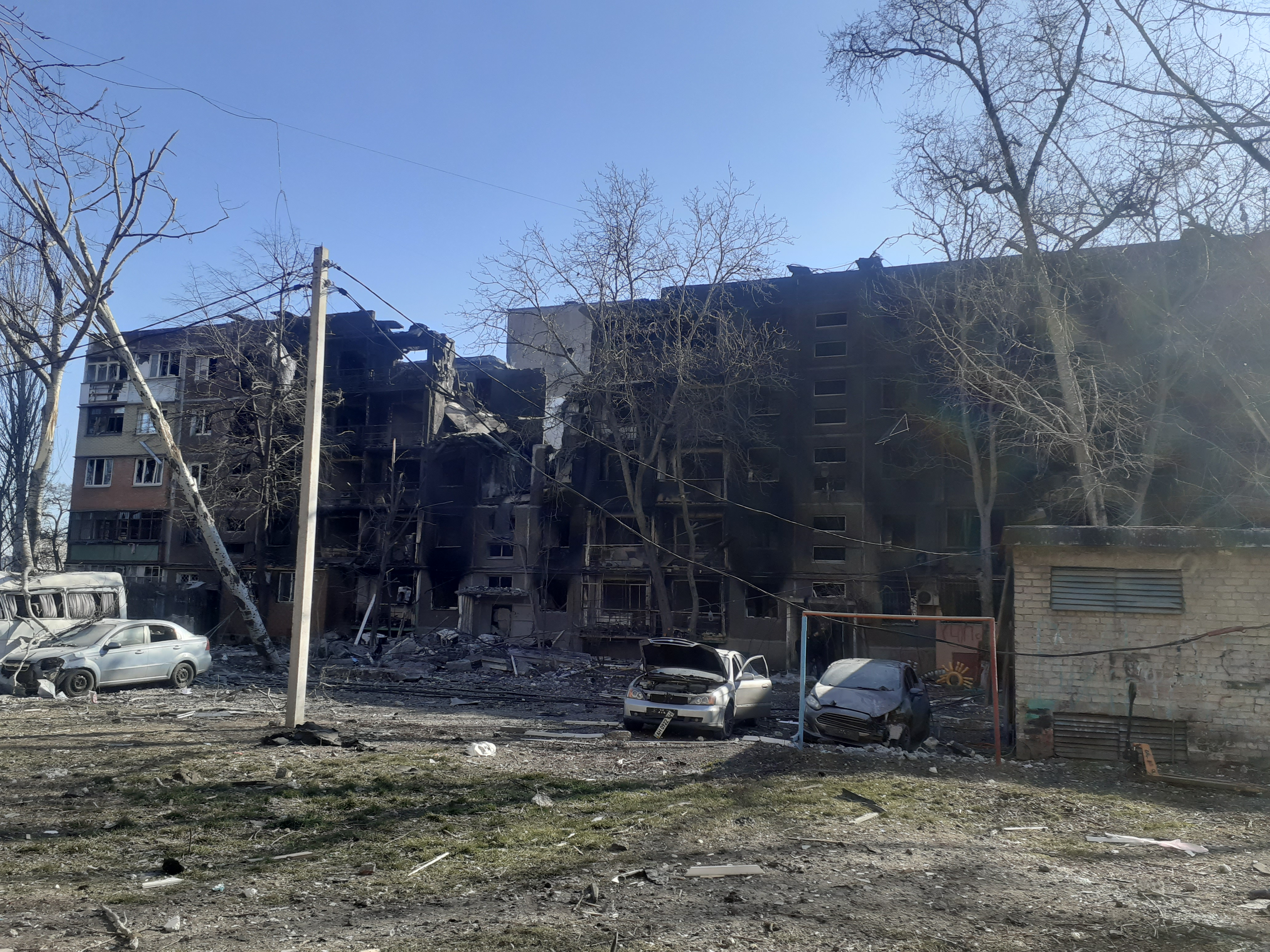
Prédios destruidos na cidade em março de 2022.

### Invasão pela Rússia em 2022
Em 25 de fevereiro de 2022, a cidade foi cercada por tropas da Rússia e da República Popular de Donetsk no contexto da invasão russa da Ucrânia, com o controle da total da região sendo conquistado pelos russos em 17 de maio de 2022. A cidade foi quase que completamente destruída após uma brutal campanha de bombardeio e intenso combate urbano.
Estima-se que a invasão tenha danificado mais de 90% das moradias do centro da cidade, e o governo russo investiu quantias significativas na construção de novos prédios. Esse processo incluiu a demolição de muitos prédios danificados, com os moradores restantes às vezes impossibilitados de entrar nos prédios reconstruídos e recebendo ofertas de novas propriedades mais distantes do centro da cidade com pouca indenização. Os preços dos imóveis estão semelhantes aos níveis pré-guerra, e o governo russo está mantendo as hipotecas em 2% para atrair compradores russos. De acordo com uma autoridade ucraniana, eles somarão cerca de 80.000 até meados de 2024. No início de 2024, o governo russo iniciou um processo para confiscar as propriedades daqueles que haviam fugido, exigindo que os proprietários obtivessem a cidadania russa e registrassem novamente suas propriedades com as autoridades russas pessoalmente para mantê-las. Em maio, 514 apartamentos foram declarados sem dono.

## Demografia

### Etnia
Ucranianos compõem cerca de 48,7% da população, seguidos por russos, em 44,4%. Gregos compõem cerca de 4,3%, mas este número está diminuindo. Os judeus foram uma presença histórica na cidade, mas hoje são apenas 0,2% da população.

### Línguas
A população de Mariupol, ao contrário do que acontece nas zonas ocidentais da Ucrânia, é maioritariamente de língua russa. Uma pesquisa de 2020 indicou que apenas 0,9% dos habitantes falavam um ucraniano típico em casa regularmente. O russo seria a língua preferida de 81,9%, seguida por 9,6% tendo uma preferência equânime entre russo e ucraniano e 7,3% falando surjique (dialeto híbrido entre ucraniano e russo). Como remanescente da colonização grega do Mar Negro entre os séculos VII e VI a.C., permanece um remanescente de falantes de um dialeto grego único, o grego mariupolitano, assim como do urum, uma túrquica de substrato grego.

## Geografia

### Localização
A cidade fica na costa do Mar de Azove na planície do Mar Negro, na foz dos rios Kalmius e Kalchik. Fica em cima do solo Chernozem, com uma grande quantidade de água no subsolo.

### Clima
Mariupol tem um clima continental húmido (Dfa), de acordo com a classificação Köppen-Geiger.
| Dados Climáticos        | Dados Climáticos | Dados Climáticos | Dados Climáticos | Dados Climáticos | Dados Climáticos | Dados Climáticos | Dados Climáticos | Dados Climáticos | Dados Climáticos | Dados Climáticos | Dados Climáticos | Dados Climáticos | Dados Climáticos |
| Mês                     | Jan              | Feb              | Mar              | Abr              | Mai              | Jun              | Jul              | Ago              | Set              | Out              | Nov              | Dez              | Ano              |
| ----------------------- | ---------------- | ---------------- | ---------------- | ---------------- | ---------------- | ---------------- | ---------------- | ---------------- | ---------------- | ---------------- | ---------------- | ---------------- | ---------------- |
| Máximo registado (ºC)   | 10,0             | 15,0             | 19,6             | 30,0             | 33,9             | 37,0             | 37,8             | 38,0             | 34,4             | 27,1             | 18,0             | 14,1             | 38,0             |
| Média Máxima (ºC)       | 0,0              | 0,7              | 6,1              | 13,6             | 20,5             | 25,5             | 28,3             | 27,9             | 21,6             | 14,1             | 6,3              | 1,5              | 13,8             |
| Média Diária (ºC)       | −2,4             | −2,0             | 2,8              | 9,8              | 16,5             | 21,2             | 23,8             | 23,3             | 17,3             | 10,6             | 3,7              | −0,9             | 10,3             |
| Média Mínima (ºC)       | −4,6             | −4,5             | 0,1              | 6,3              | 12,4             | 16,7             | 18,9             | 18,3             | 13,1             | 7,2              | 1,2              | −3,0             | 6,8              |
| Mínimo Registrado (ºC)  | −27,2            | −25,0            | −20,0            | −7,3             | 0,0              | 5,6              | 8,9              | 5,0              | −1,1             | −8,0             | −17,0            | −24,5            | −27,2            |
| Precipitação Média (mm) | 54               | 41               | 48               | 41               | 44               | 48               | 31               | 34               | 38               | 40               | 48               | 54               | 525              |
| Humidade (%)            | 83               | 81               | 77               | 71               | 65               | 60               | 58               | 57               | 64               | 72               | 81               | 82               | 71               |
| Dias de Chuva (d)       | 8                | 6                | 7                | 6                | 6                | 6                | 4                | 3                | 4                | 5                | 6                | 7                | 6                |

## Governo
Atualmente administrada pela República Popular de Donetsk, cujo líder Denis Pushilin em 6 de abril de 2022 apontou Konstantin Ivashchenko como o novo prefeito.
É dividido em quatro distritos, chamados raions:
- Distrito do Kalmius (Kalmiuskyy Raion), antes chamado de Ilichevskyy Raion, nomeado após Vladimir Ilyich Lenin.
- Distrito da Margem Esquerda (Livoberezhnyy Raion), antes chamado de Ordzhonikidzevskyy Raion, nomeado após Sergo Ordzhonikidze.
- Distrito do Litoral (Primorskyy Raion)
- Distrito Central (Tsentralnyy Raion), antes chamado de Zhovtnevy Raion (Distrito de Outubro), nomeado após a Revolução de Outubro.